# 코멧레이크
코멧레이크(Comet Lake)는 인텔의 10세대 코어 프로세서에 대한 코드명이다. 이 제품은 위스키레이크 U 시리즈 모바일 프로세서 및 커피레이크 데스크톱 프로세서 제품군의 뒤를 잇는 인텔의 세 번째 14nm 스카이레이크 프로세스 개정판을 사용하여 제조되었다. 인텔은 2019년 8월 21일 저전력 모바일 코멧레이크-U CPU, 2020년 4월 2일 H 시리즈 모바일 CPU, 2020년 4월 30일 데스크톱 코멧레이크-S CPU, 5월 13일 제온 W-1200 시리즈 워크스테이션 CPU를 발표했다. 코멧레이크 프로세서와 아이스레이크 10nm 프로세서는 함께 인텔 "10세대 코어" 제품군으로 브랜드화된다. 인텔은 11세대 코어 로켓레이크 출시와 같은 날 코멧레이크-리프레시 CPU를 공식 출시했다. 저전력 모바일 코멧레이크-U 코어 및 셀러론 5205U CPU는 2021년 7월 7일에 단종되었다.

## 세대 변화
모든 코멧레이크 CPU에는 Wi-Fi 6 및 외부 AX201 CRF 모듈을 지원하는 CNVio2 컨트롤러가 포함된 업데이트된 플랫폼 컨트롤러 허브가 있다.